# Monica Iozzi
Monica Iozzi de Castro (n. 2 noiembrie 1981, Ribeirão Preto) este o actriță și reporteriță braziliană.